# CERN httpd
CERN httpd (más tarde también conocido como W3C httpd) fue uno de los primeros, ahora descontinuado, servidores web (HTTP) daemon originalmente desarrollado en CERN desde 1990, por Tim Berners-Lee, Ari Luotonen y Henrik Frystyk Nielsen. Implementado en C, fue el primer software para servidores web.

## Historia

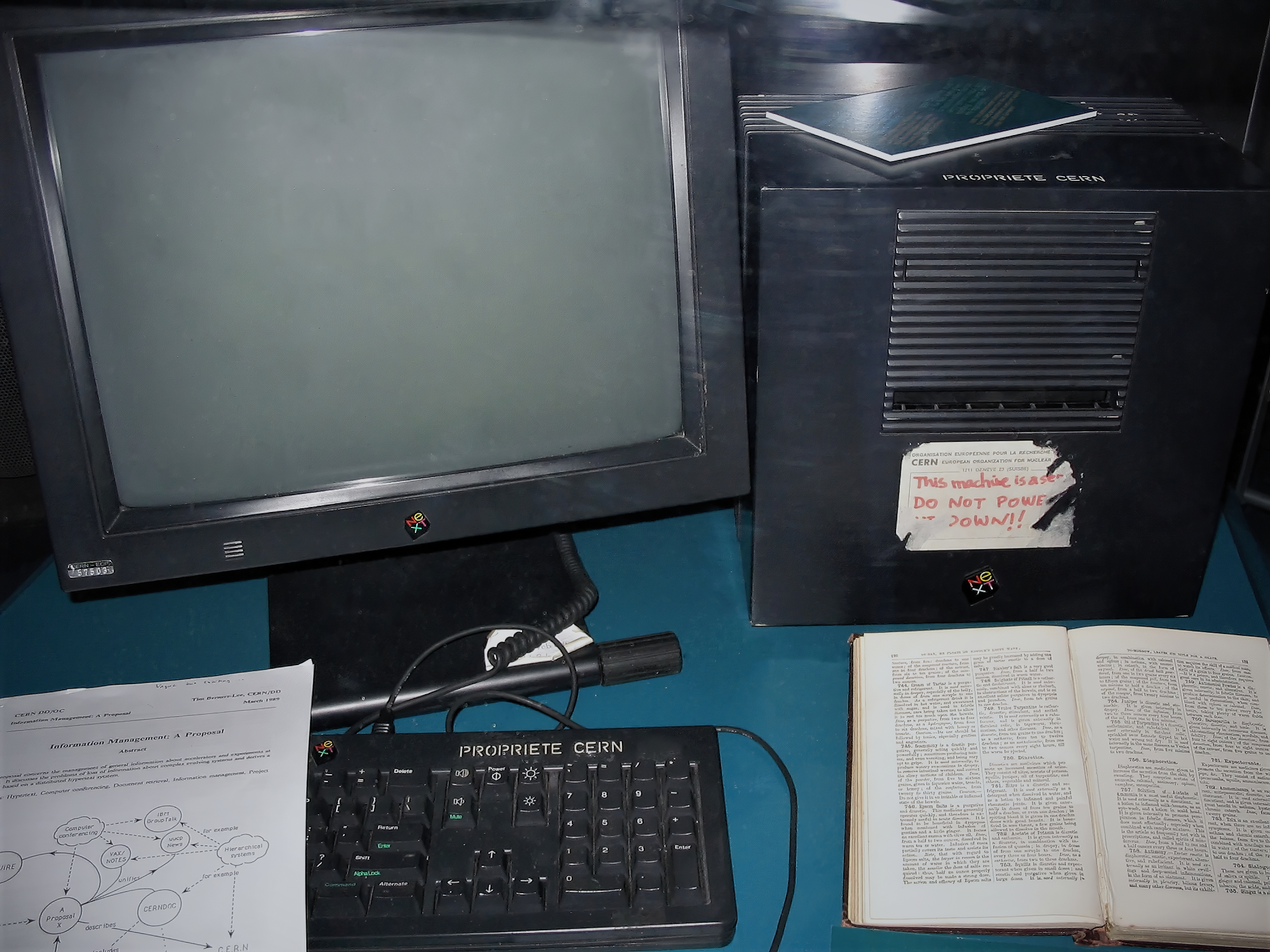
Esta NeXT Computer utilizada por Tim Berners-Lee en CERN se convirtió en el primer servidor de web del mundo

CERN httpd fue originalmente desarrollado en una NeXT Computer que corría NeXTSTEP, y más tarde fue transferido a otros sistemas operativos de arquitectura  Un*x, OpenVMS y sistemas con capas de emulación unix, p. ej. OS/2 con emx+gcc. También podía ser configurado como un servidor proxy.
La versión 0.1 salió al mercado en junio de 1991. En agosto de 1991, Berners-Lee anunció en el grupo de noticias Usenet alt.hypertext la disponibilidad del código fuente del servidor daemon y otros software de la World Wide Web del sitio CERN FTP.
El servidor se presentó en la conferencia Hypertext 91 en San Antonio y fue parte de la Librería de programas CERN (CERNLIB).
Versiones posteriores del servidor están basadas en la librería libwww. Posteriormente, el desarrollo de CERN httpd fue asumido por el Consorcio World Wide Web (W3C), con el último lanzamiento siendo la versión 3.0A, el 15 de julio de 1996. De 1996 en adelante, W3C se ha centrado en el desarrollo del servidor Jigsaw, basado en Java.
La versión inicial era software de dominio público; la última estaba bajo una Licencia MIT.